# Pirhosigma aenigmaticum
Pirhosigma aenigmaticum är en stekelart som beskrevs av Giordani Soika 1978. Pirhosigma aenigmaticum ingår i släktet Pirhosigma och familjen Eumenidae. Inga underarter finns listade i Catalogue of Life.